# Маньови
Маньови (пол. Maniowy) — село в Польщі, у гміні Чорштин Новотарзького повіту Малопольського воєводства.
Населення — 2205 осіб (2011).
У 1975-1998 роках село належало до Новосондецького воєводства.

## Демографія
Демографічна структура станом на 31 березня 2011 року:
|          | Загалом | Допрацездатний вік | Працездатний вік | Постпрацездатний вік |
| -------- | ------- | ------------------ | ---------------- | -------------------- |
| Чоловіки | 1061    | 221                | 739              | 101                  |
| Жінки    | 1144    | 247                | 703              | 194                  |
| Разом    | 2205    | 468                | 1442             | 295                  |